# Děkanát Drážďany
Děkanát Drážďany je jedním z osmi římskokatolických děkanátů diecéze drážďansko-míšeňské v německé spolkové zemi Sasko. Do děkanátu náleží 6 farností s jednou katedrálou, 24 kostely a mnoha kaplemi.
Vzhledem k nedostatku kněží a úbytku věřících došlo od roku 2018 k zásadnímu slučování farností. K 1. lednu 2023 se drážďanský děkanát dělil na 6 farností (před slučováních jich bylo 17) zaujímajících většinu území zemského okresu Saské Švýcarsko-Východní Krušné hory a území zemského hlavního města Drážďany.

## Farnosti
Od roku 2020 se drážďanský děkanát skládá z následujících farností:
- Římskokatolická dómská farnost Nejsvětější Trojice Drážďany
- Římskokatolická farnost svatého Konráda z Parzhamu Dippoldiswalde (vznik roku 2018)
- Římskokatolická farnost svaté Alžběty Drážďany (vznik roku 2020)
- Římskokatolická farnost svatého Martina Drážďany (vznik roku 2018)
- Římskokatolická farnost blahoslavených mučedníků z Münchner Platz Drážďany (vznik roku 2020)
- Římskokatolická farnost svatého Jindřicha a Kunhuty Pirna (vznik roku 2018)

## Kostely a kaple
| Fotografie | Stavba                                        | Místo a souřadnice                                     | Farnost                 | Poznámka                                                   |
| ---------- | --------------------------------------------- | ------------------------------------------------------ | ----------------------- | ---------------------------------------------------------- |
|            | Katedrála Nejsvětější Trojice                 | Drážďany 51°3′13″ s. š., 13°44′14″ v. d.               | dómská                  | Katedrála z let 1739–1755.                                 |
|            | Kostel svatého Konráda z Parzhamu             | Dippoldiswalde 50°53′59″ s. š., 13°40′14″ v. d.        | Dippoldiswalde          | Farní kostel z let 1957–1959.                              |
|            | Kostel svatého Jáchyma                        | Freital 50°59′38″ s. š., 13°39′13″ v. d.               | Dippoldiswalde          | Filiální kostel z roku 1895.                               |
|            | Kostel svatého Kryštofa                       | Glashütte 50°51′5″ s. š., 13°47′ v. d.                 | Dippoldiswalde          | Filiální kostel z roku 1954, v roce 2017 zrušen.           |
|            | Kaple Panny Marie Královny                    | Schmiedeberg 50°50′42″ s. š., 13°40′5″ v. d.           | Dippoldiswalde          | Kaple z roku 1955.                                         |
|            | Kostel Panny Marie v horách                   | Kipsdorf 50°48′31″ s. š., 13°40′36″ v. d.              | Dippoldiswalde          | Filiální kostel z roku 1925.                               |
|            | Kostel svatého Mikuláše z Flüe                | Zinnwald-Georgenfeld 50°44′12″ s. š., 13°45′56″ v. d.  | Dippoldiswalde          | Filiální kostel z roku 2009.                               |
|            | Kaple Nejsvětějšího srdce Ježíšova            | Oberbärenburg 50°47′43″ s. š., 13°42′54″ v. d.         | Dippoldiswalde          | Kaple z roku 1913, v roce 2019 zrušena.                    |
|            | Kostel Nejsvětějšího srdce Ježíšova           | Drážďany-Johannstadt 51°2′45″ s. š., 13°46′31″ v. d.   | Drážďany, sv. Alžběty   | Farní kostel z roku 1905.                                  |
|            | Kostel Nanebevzetí Panny Marie                | Drážďany-Striesen 51°2′37″ s. š., 13°47′51″ v. d.      | Drážďany, sv. Alžběty   | Filiální kostel.                                           |
|            | Kostel svaté Rodiny                           | Drážďany-Zschachwitz 51°0′11″ s. š., 13°50′54″ v. d.   | Drážďany, sv. Alžběty   | Filiální kostel z roku 1981.                               |
|            | Kaple svatého Josefa                          | Drážďany-Johannstadt 51°2′51″ s. š., 13°45′41″ v. d.   | Drážďany, sv. Alžběty   | Nemocniční kaple z roku 2003.                              |
|            | Kostel svatého Martina                        | Drážďany-Neustadt 51°4′28″ s. š., 13°45′35″ v. d.      | Drážďany, sv. Martina   | Farní kostel z let 1893–1900, dřívější posádkový kostel.   |
|            | Kostel svatého Josefa                         | Drážďany-Pieschen 51°5′1″ s. š., 13°43′13″ v. d.       | Drážďany, sv. Martina   | Filiální kostel z let 1909–1910.                           |
|            | Kostel svatého Huberta                        | Drážďany-Weißer Hirsch 51°3′46″ s. š., 13°49′46″ v. d. | Drážďany, sv. Martina   | Filiální kostel z let 1936–1937.                           |
|            | Kaple Nejsvětější Trojice                     | Moritzburg 51°10′3″ s. š., 13°40′44″ v. d.             | Drážďany, sv. Martina   | Zámecká kaple.                                             |
|            | Kaple svatého Kříže                           | Drážďany-Klotzsche 51°7′7″ s. š., 13°46′57″ v. d.      | Drážďany, sv. Martina   | Kaple z roku 1938.                                         |
|            | Kaple Povýšení svatého kříže                  | Radeburg 51°12′48″ s. š., 13°43′22″ v. d.              | Drážďany, sv. Martina   | Kaple z roku 1930.                                         |
|            | Zámecká kaple                                 | Drážďany-Pillnitz 51°0′34″ s. š., 13°52′15″ v. d.      | Drážďany, sv. Martina   | Zámecká kaple.                                             |
|            | Kaple Panny Marie na cestě                    | Drážďany-Pillnitz 51°0′54″ s. š., 13°52′7″ v. d.       | Drážďany, sv. Martina   | Kaple z roku 1877, od roku 2011 nevyužívaná.               |
|            | Kostel svatého Pavla                          | Drážďany-Plauen 51°1′56″ s. š., 13°43′7″ v. d.         | Drážďany, bl. mučedníků | Farní kostel z let 1924–1925.                              |
|            | Kostel svatého Petra                          | Drážďany-Strehlen 51°1′17″ s. š., 13°46′10″ v. d.      | Drážďany, bl. mučedníků | Filiální kostel z let 1960–1962.                           |
|            | Kostel svatého Antonína                       | Drážďany-Löbtau 51°2′33″ s. š., 13°41′54″ v. d.        | Drážďany, bl. mučedníků | Filiální kostel z let 1922–1923.                           |
|            | Kostel Panny Marie                            | Drážďany-Cotta 51°3′23″ s. š., 13°40′42″ v. d.         | Drážďany, bl. mučedníků | Filiální kostel z roku 1906.                               |
|            | Klášterní kaple                               | Goppeln 50°59′17″ s. š., 13°45′31″ v. d.               | Drážďany, bl. mučedníků | Klášterní kaple nazaretských sester sv. Františka z Assisi |
|            | Kostel svaté Kunhuty                          | Pirna 50°57′40″ s. š., 13°56′25″ v. d.                 | Pirna                   | Farní kostel z roku 1869.                                  |
|            | Kostel svatého Jindřicha                      | Pirna 50°57′48″ s. š., 13°56′20″ v. d.                 | Pirna                   | Filiální klášterní kostel.                                 |
|            | Kostel svatého Jiří                           | Heidenau 50°58′17″ s. š., 13°52′10″ v. d.              | Pirna                   | Filiální kostel z roku 1937.                               |
|            | Kostel svaté Gertrudy                         | Neustadt in Sachsen 51°1′27″ s. š., 14°12′46″ v. d.    | Pirna                   | Filiální kostel z let 1927–1928.                           |
|            | Kostel Panny Marie Prostřednice všech milostí | Bad Schandau 50°55′ s. š., 14°9′37″ v. d.              | Pirna                   | Filiální kostel z let roku 1927.                           |
|            | Kostel svatého Antonína                       | Berggießhübel 50°52′32″ s. š., 13°57′5″ v. d.          | Pirna                   | Filiální kostel z roku 1993.                               |
|            | Kostel Neposkvrněného početí Panny Marie      | Königstein 50°54′50″ s. š., 14°4′11″ v. d.             | Pirna                   | Filiální kostel z let 1911–1912.                           |
|            | Kostel Povýšení svatého Kříže                 | Sebnitz 50°58′30″ s. š., 14°16′34″ v. d.               | Pirna                   | Filiální kostel z roku 1892.                               |
|            | Kostel svatého Michaela                       | Stolpen 51°3′ s. š., 14°4′48″ v. d.                    | Pirna                   | Filiální kostel z roku 1953, zrušen v roce 2021.           |
|            | Kaple svaté Uršuly                            | Naundorf 50°57′ s. š., 14°1′33″ v. d.                  | Pirna                   | Kaple z roku 2006.                                         |
|            | Gedächtniskapelle                             | Rathmannsdorf 50°55′39″ s. š., 14°7′53″ v. d.          | Pirna                   | Ekumenická kaple z roku 2012.                              |
|            | Kaple svatého Josefa                          | Rathmannsdorf 50°55′30″ s. š., 14°8′4″ v. d.           | Pirna                   | Kaple v domově důchodců.                                   |